# Kristoffer Rygg
Kristoffer Rygg, poznatiji kao Garm, Trickster G. Rex i God Head (Oslo, 9. rujna 1976.), norveški je heavy metal-pjevač, glazbenik i producent. Najpoznatiji je kao član sastava kao što Ulver, Arcturus i Borknagar.

## Životopis
Rygg je rođen u Oslu te je živio i u Cascaisu. Glazbenu karijeru počeo je 1993. u sastavu Ulver. Sastav je u početku svirao black metal, ali od albuma Themes from William Blake's The Marriage of Heaven and Hell njegov stil odlikuje elektronička glazba. Rygg je jedini preostali izvorni član sastava. Godine 1995. pridružio se sastavu Borknagar, s kojim je snimio dva studijska albuma: Borknagar i The Olden Domain. Napustio ga je 1997. Od 1993. bio je pjevač Arcturusa, sastava avangardnog metala. Napustio ga je 2003. Od 2003. svira u sastavu Head Control System s portgalskom glazbenikom Danielom Cardosom. Prvi album Murder Nature objavljen je 2006.
Rygg je također osnivač diskografske kuće Jester Records, koju je osnovao 1998. Radi kao producent glazbenih albuma. Kao producent je surađivao sa sastavima kao što Dødheimsgard, Emperor, Old Man's Child, Mayhem, Aura Noir i Dimmu Borgir.

## Diskografija
Arcturus
- Constellation (1994., EP)
- Aspera Hiems Symfonia (1996.)
- La Masquerade Infernale (1997.)
- The Sham Mirrors (2002.)

Borknagar
- Borknagar (1996.)
- The Olden Domain (1997.)
- Winter Thrice (2016., kao gost)

Ulver
- Vargnatt (1993.)
- Bergtatt – Et Eeventyr i 5 Capitler (1995.)
- Kveldssanger (1996.)
- Nattens Madrigal – Aatte Hymne til Ulven i Manden (1997.)
- Themes from William Blake's The Marriage of Heaven and Hell (1998.)
- Metamorphosis (1999.)
- Perdition City (2000.)
- Silence Teaches You How to Sing (2001.)
- Silencing the Singing (2001.)
- Lyckantropen Themes (2002.)
- Svidd neger (2003.)
- Blood Inside (2005.)
- Shadows of the Sun (2007.)
- Wars of the Roses (2011.)
- Childhood's End (2012.)
- Messe I.X-VI.X (2013.)
- ATGCLVLSSCAP (2016.)
- Riverhead (Original Motion Picture Soundtrack) (2016.)
- The Assassination of Julius Caesar (2017.)
- Flowers of Evil (2020.)
- Scary Muzak (2021.)

Kao gostujući glazbenik
- Dimmu Borgir – Abrahadabra (2010.)
- Zyklon – World ov Worms (2001.)
- Ihsahn – The Adversary (2006.)
- Ava Inferi – Blood of Bacchus (2009.)
- Fleurety – Department of Apocalyptic Affairs (2000.)
- Gehenna – Seen Through the Veils of Darkness (The Second Spell) (1995.)
- Nidingr – Wolf-Father (2010.)
- Nidingr – Greatest of Deceivers (2012.)
- Nidingr – The High Heat Licks Against Heaven (2017.)
- Obsidian Kingdom – A Year with No Summer (2016.)
- The Gathering – Souvenirs (2003.)
- Solefald – Black for Death: An Icelandic Odyssey Part II (2006.)
- Virus – Carheart (2003.)
- Virus – The Agent That Shapes the Desert (2011.)

## Producirani albumi
- Arcturus – Constellation (1994.)
- Borknagar – Borknagar (1996.)
- Aura Noir – Black Thrash Attack (1996.)
- Arcturus – La Masquerade Infernale (1997.)
- Aura Noir – Deep Tracts of Hell (1998.)
- Dimmu Borgir – Devil's Path (1996.)
- Dimmu Borgir – Sons of Satan Gather for Attack (1999.)
- Dødheimsgard – Monumental Possession (1996.)
- Dødheimsgard – Satanic Art (1998.)
- Fleurety – Department of Apocalyptic Affairs (2000.)
- Emperor – Anthems to the Welkin at Dusk (1997.)
- Mayhem – Wolf's Lair Abyss (1997.)
- Old Man's Child – In the Shades of Life (1994.)
- Old Man's Child – Born of the Flickering (1996.)
- The Gathering – Souvenirs (2003.)
- Thou Shalt Suffer – Into the Woods of Belial (1997.)
- Ulver – Kveldssanger (1996.)
- Ulver – Themes from William Blake's The Marriage of Heaven and Hell
- Ulver – Perdition City (2000.)
- Ulver – Shadows of the Sun (2007.)
- Ulver – Wars of the Roses
- Ulver – Riverhead (Original Motion Picture Soundtrack) (2016.)
- Limbonic Art – In Abhorrence Dementia (1997.)
- Ihsahn – The Adversary (2006.)